# Jasus lalandii
Jasus lalandii is een tienpotigensoort uit de familie van de Palinuridae. De wetenschappelijke naam van de soort werd in 1837 voor het eerst geldig gepubliceerd door Henri Milne-Edwards.